# Regina Schleicher
Regina Schleicher (ur. 21 marca 1974 w Würzburgu) – niemiecka kolarka szosowa, mistrzyni świata.

## Kariera
Pierwszy sukces w karierze Regina Schleicher osiągnęła w 1995 roku, kiedy zdobyła złoty medal w wyścigu ze startu wspólnego podczas mistrzostw Europy U-23. W sezonie 2002 zajęła trzecie miejsce w klasyfikacji generalnej Pucharu Świata, przegrywając tylko ze swą rodaczką Petrą Rossner oraz Mirjam Melchers z Holandii. Rok później była druga, ulegając jedynie Brytyjce Nicole Cooke. Swój jedyny medal w kategorii elite wywalczyła w 2005 roku, zwyciężając w wyścigu ze startu wspólnego na mistrzostwach świata w Madrycie. W latach 2000 i 2006 wygrywała niemiecki Rund um die Nürnberger Altstadt. Nigdy nie brała udziału w igrzyskach olimpijskich.